# Kasteel Nieuwenhuizen

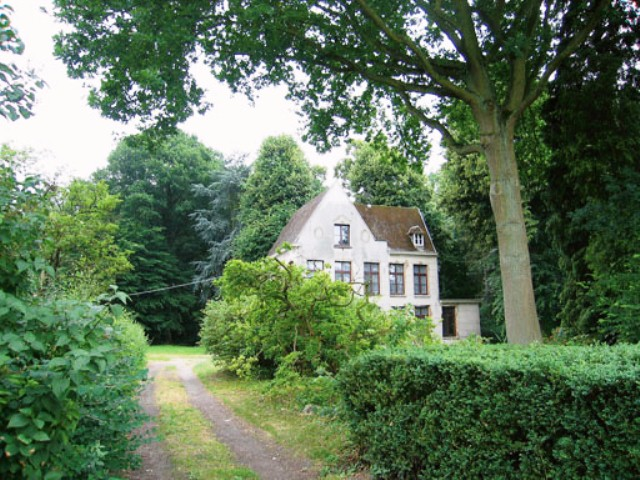
Kasteel Van den Nieuwenhuizen

Het Kasteel Van den Nieuwenhuizen is een kasteel in de tot de Vlaams-Brabantse gemeente Zemst behorende plaats Hofstade, gelegen aan de Ambroossteenweg 104.

## Geschiedenis
Het kasteeltje heeft een 17e- of 18e-eeuwse kern maar werd meermalen verbouwd. Het is vernoemd naar de eerste eigenaar, Willem Van den Nieuwenhuysen. In 1930 werd het kasteel, in opdracht van Frans Schroëter, die kopergieter te Mechelen was, opnieuw verbouwd.
Het kasteeltje wordt omringd door een landschapspark van ruim 1 ha, dat ook een serpentinevijver en een kunstmatige heuvel of tumulus omvat. Dit park werd omstreeks 1800 aangelegd.